# Calliostoma nanshaense
Calliostoma nanshaense is een slakkensoort uit de familie van de Calliostomatidae. De wetenschappelijke naam van de soort is voor het eerst geldig gepubliceerd in 2002 door Dong.